# 베랑 사파리
베랑 사파리(1985년 2월 9일 ~ , 스웨덴어: Behrang Safari, 페르시아어: بهرنگ صفری)는 이란계 스웨덴인의 전 축구 선수로, 과거 수비수로 활약하였다.

## 클럽 경력

### 유년 시절
베랑 사파리는 2세 때 그의 가족들과 함께 이란 테헤란에서 스웨덴으로 이민하였다. 그의 가족은 회하네스라는 작은 마을에 정착하였고, 그가 5세가 되었을 때에는 룬드로 이주하였다.

### 말뫼
사파리는 말뫼의 유소년 팀을 졸업하였고, 2004년 7월에 그는 첫 알스벤스칸 경기를 교체로 출전하였다. 그는 첫 시즌에 알스벤스칸을 우승하였고, 이어지는 다음 시즌 동안에는 주전을 확보하였다.

### 바젤
2008년 6월 15일, 말뫼는 사파리를 스위스의 바젤로 매각하겠다고 발표하였다. 이는 바젤 공식 홈페이지에 하루 뒤에 발표되면서 재확인되었다. 2008년 7월 23일, 그는 1-0으로 승리한 그라스호퍼와의 장크트 야콥 파크 홈경기에서 바젤 소속으로 데뷔하였다. 그는 2008년 7월 30일, 1-1로 비긴 IFK 예테보리와의 UEFA 챔피언스리그 예선전 울레비 원정 경기에서 바젤 유니폼 입고서는 처음으로 유럽대항전에 출전하였다. 그는 2010년 2월 7일 4-0으로 이긴 영 보이즈와의 경기에서 첫 골을 득점하였다. 2010년, 사파리는 바젤에서 더블을 달성하였고, 그 다음 시즌에는 리그 타이틀을 방어하였다. 그는 바젤과의 3년 계약 기간 동안 94경기에 출전하였다.

### 안데를레흐트
2011년 5월 30일, 사파리는 벨기에의 안데를레흐트와 계약하였다. 그는 2011년 7월 29일, 1-2로 패한 아우트-헤벌레이 뢰번과의 경기에서 데뷔하였다. 2011년 8월 18일, 그는 부르사 아타튀르크 스타드에서 열린 부르사스포르와의 UEFA 유로파리그 예선전 원정 경기에서 첫 유럽대항전 경기에 출전하였고, 경기는 승리로 끝났다. 그는 안데를레흐트에서의 첫 시즌에 리그를 우승하였다.

### 바젤 복귀
사파리는 바젤로 복귀한 후, UEFA 챔피언스리그 2013-14 경기에 출전하였다.

## 국가대표팀 경력
사파리는 2008년 1월에 친선경기를 앞두고 스웨덴 국가대표팀에 차출되었다. 그는 1-0으로 승리한 코스타리카전과 0-2로 패한 미국전, 그리고 0-0으로 비긴 터키전의 세 차례 친선경기에 모두 출전하였다. 코스타리카와의 국가대표팀 데뷔전에서, 사파리는 결승골로 연결된 크로스를 올렸고, 마무리는 사무엘 홀멘이 발리슛을 이용해 골네트 뒤로 넘겼다.
사파리는 스웨덴의 UEFA 유로 2012 예선전에 출전하였고, 에리크 함렌 감독에 의해 UEFA 유로 2012의 엔트리에 포함되었다.

## 수상
바젤
- 스위스 슈퍼리그: 2009-10, 2010-11, 2013-14
- 스위스컵: 2009-10

안데를레흐트
- 벨기에 프로리그: 2011-12, 2012-13

## 같이 보기
- 이란계 스웨덴인